# Конвенція про згоду на взяття шлюбу, мінімальний шлюбний вік та реєстрацію шлюбів
Конвенція про згоду на шлюб, мінімальний шлюбний вік та реєстрацію шлюбів — юридично обов'язкова міжнародна угода щодо стандартів шлюбу. Документ розроблений комісією зі становища жінок та ухвалений резолюцією 1763 (XVII) від 7 листопада 1962 року під час 1167-го пленарного засідання Генеральної Асамблеї Організації Об'єднаних Націй. 1 листопада 1965 року Генасамблея також ухвалила додаткові рекомендації резолюцією 2018 (XX). Конвенція базується на статті 16 Загальної декларації прав людини, підтверджує консенсуальний характер шлюбів, вимагає від держав-учасниць законодавчо встановити мінімальний шлюбний вік та забезпечити реєстрацію шлюбів.